# Ptiolinites raypearcei
Ptiolinites raypearcei är en tvåvingeart som beskrevs av Mostovski, Jarzembowski, Coram och Jörg Ansorge 2000. Ptiolinites raypearcei ingår i släktet Ptiolinites och familjen snäppflugor. Inga underarter finns listade i Catalogue of Life.